# Donard
Donard (iriska: Dún Ard) är en ort i republiken Irland.   Den ligger i grevskapet Wicklow och provinsen Leinster, i den östra delen av landet, 40 km sydväst om huvudstaden Dublin. Donard ligger 178 meter över havet och antalet invånare är 187.
Terrängen runt Donard är kuperad österut, men västerut är den platt.Runt Donard är det glesbefolkat, med 13 invånare per kvadratkilometer. Närmaste större samhälle är Blessington, 17,6 km norr om Donard. Trakten runt Donard består i huvudsak av gräsmarker.